# Sóng xung kích kim cương

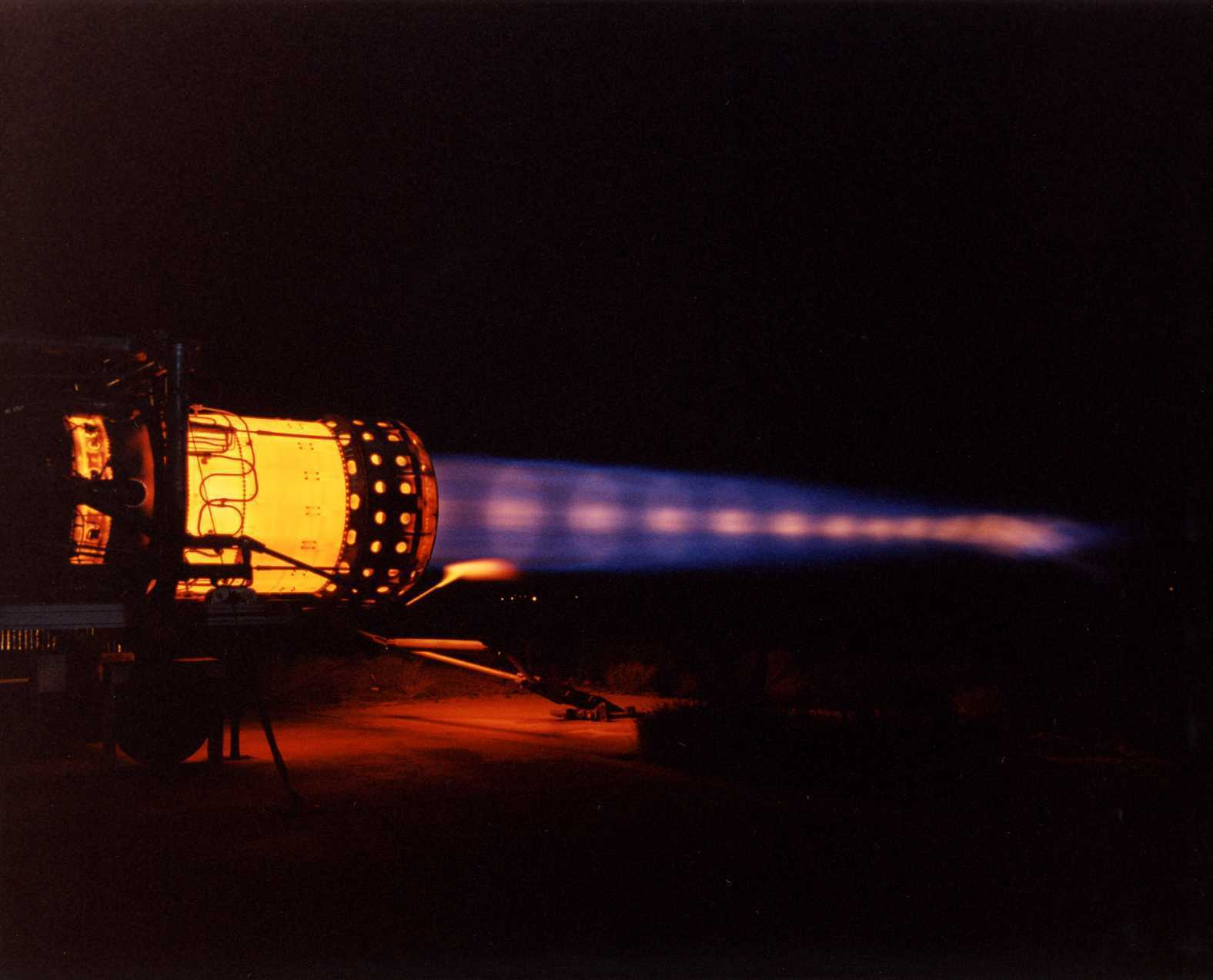
Sóng xung kích kim cương là vùng sáng được nhìn thấy trong ống xả của động cơ Pratt & Whitney J58 gắn tĩnh này khi đang kích hoạt bộ đốt sau hết công suất, đốt cháy phần nhiên liệu cuối cùng của SR-71 trước khi chương trình kết thúc.

Sóng xung kích kim cương (còn được gọi là sóng kim cương Mach) ( Tiếng Anh: Mach diamonds, Thrust diamonds hoặc Shock diamond), là sự hình thành các mẫu sóng dừng, xuất hiện trong ống xả siêu thanh của hệ thống đẩy hàng không vũ trụ, chẳng hạn như động cơ phản lực siêu âm, tên lửa, hoặc máy bay phản lực, khi nó hoạt động trong khí quyển. "Kim cương" thực sự là một trường dòng chảy phức tạp có thể nhìn thấy được qua những thay đổi đột ngột về mật độ và áp suất cục bộ khi khí thải đi qua một chuỗi sóng xung kích đứng và góc mở rộng Prandtl–Meyer. Sóng xung kích kim cương được đặt theo tên của Ernst Mach, nhà vật lý đầu tiên giải thích nó. :48

## Cơ chế

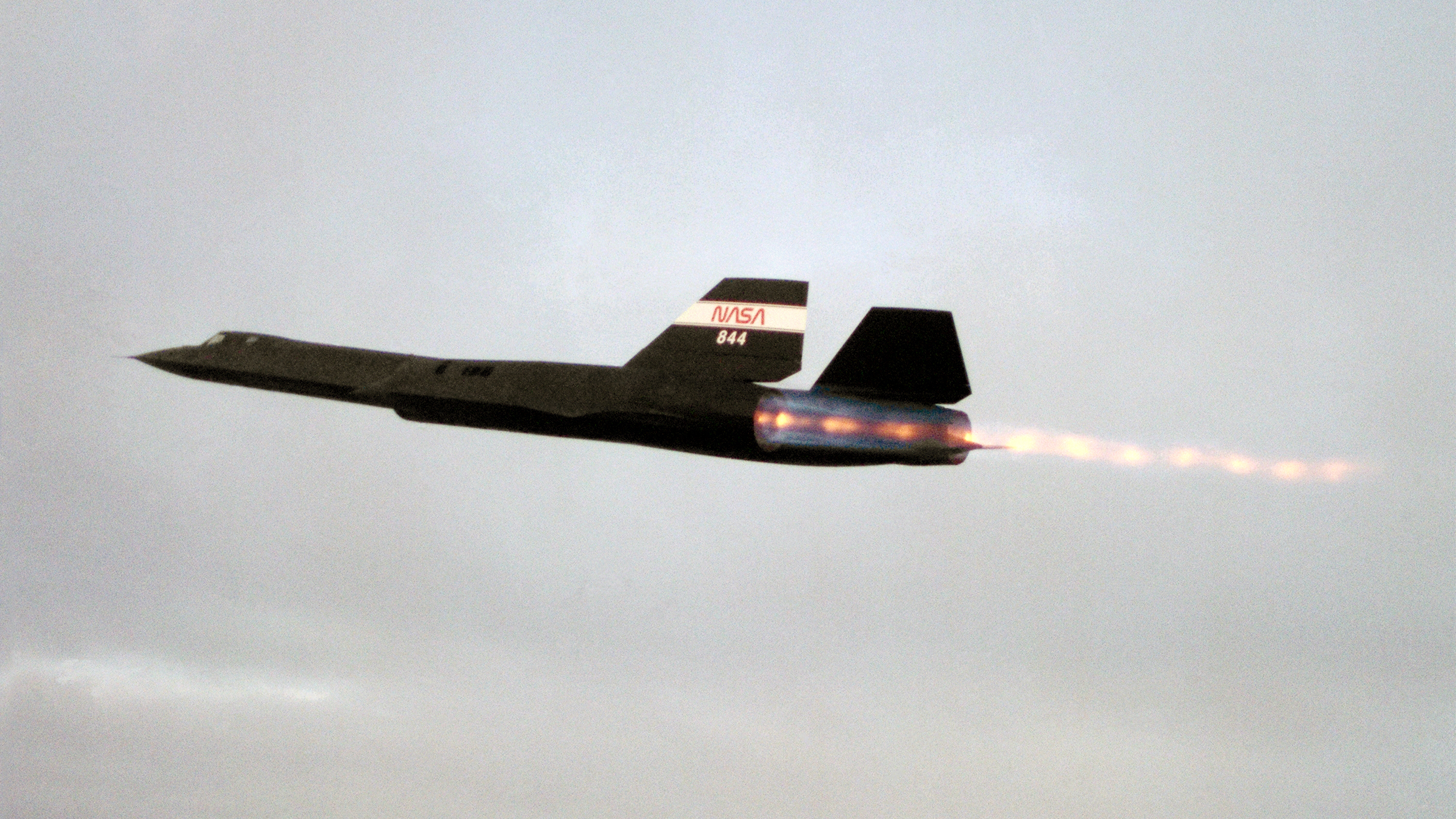
Shock diamond đằng sau Lockheed SR-71 Blackbird.

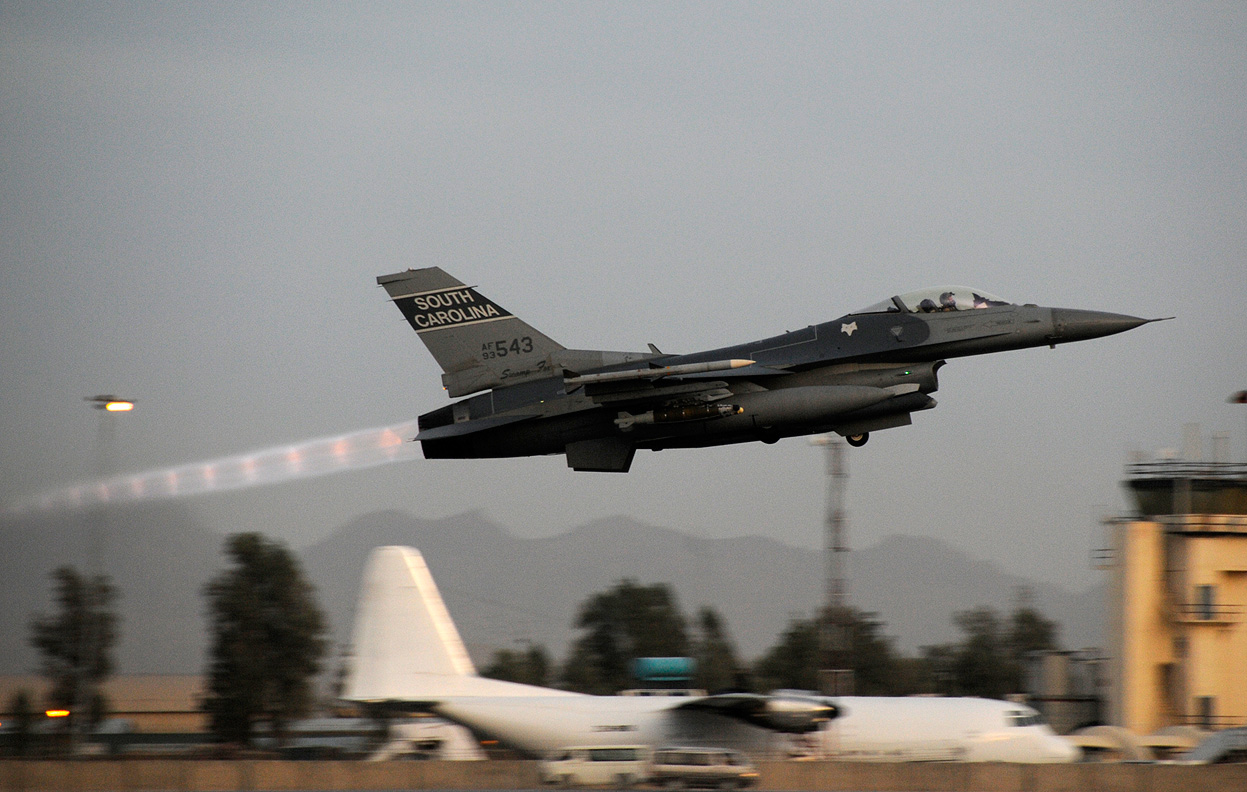
Shock diamond từ một chiếc F-16 cất cánh với bộ đốt sau

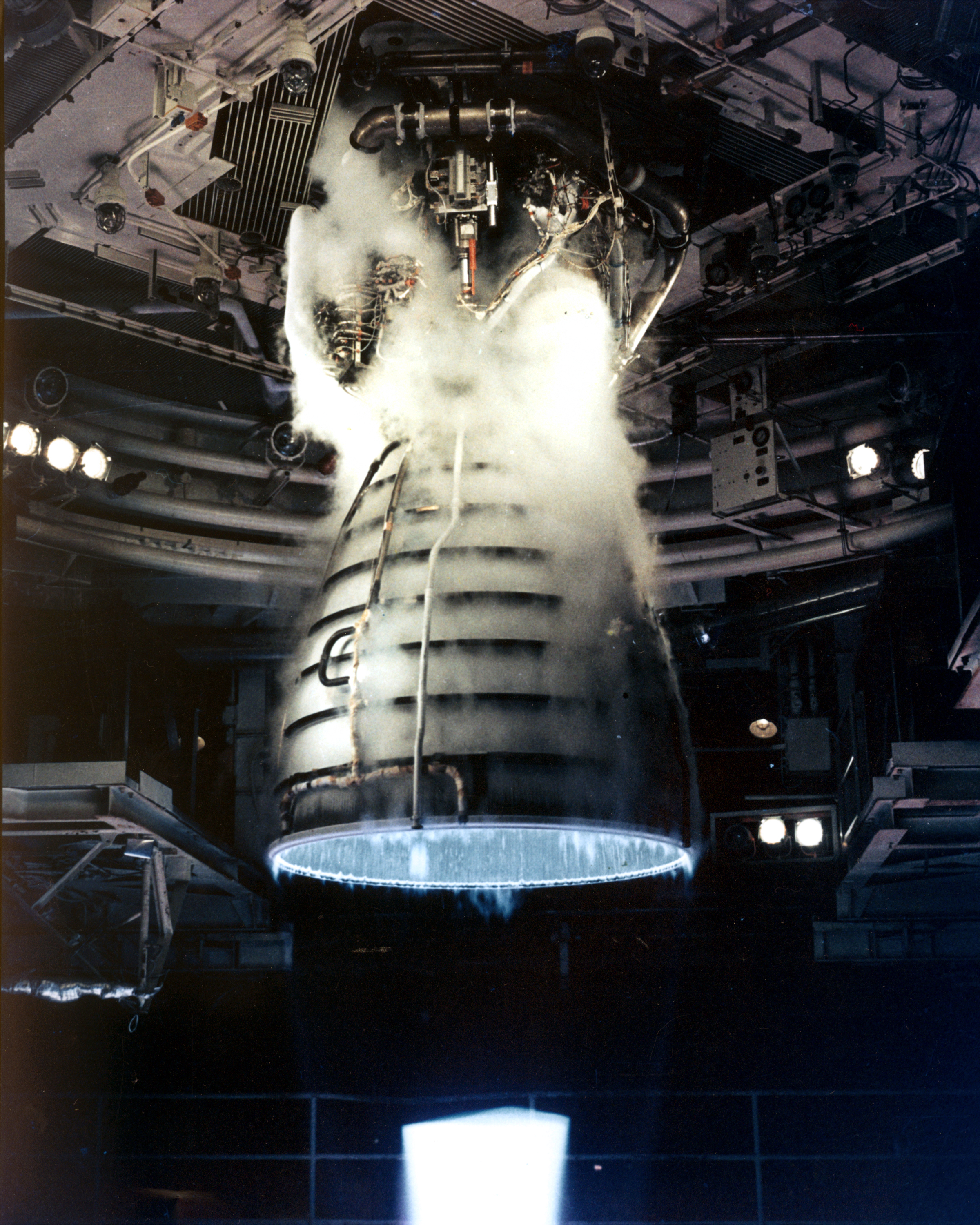
Thử nghiệm động cơ Aerojet Rocketdyne RS-25 tại Trung tâm Không gian Stennis của NASA

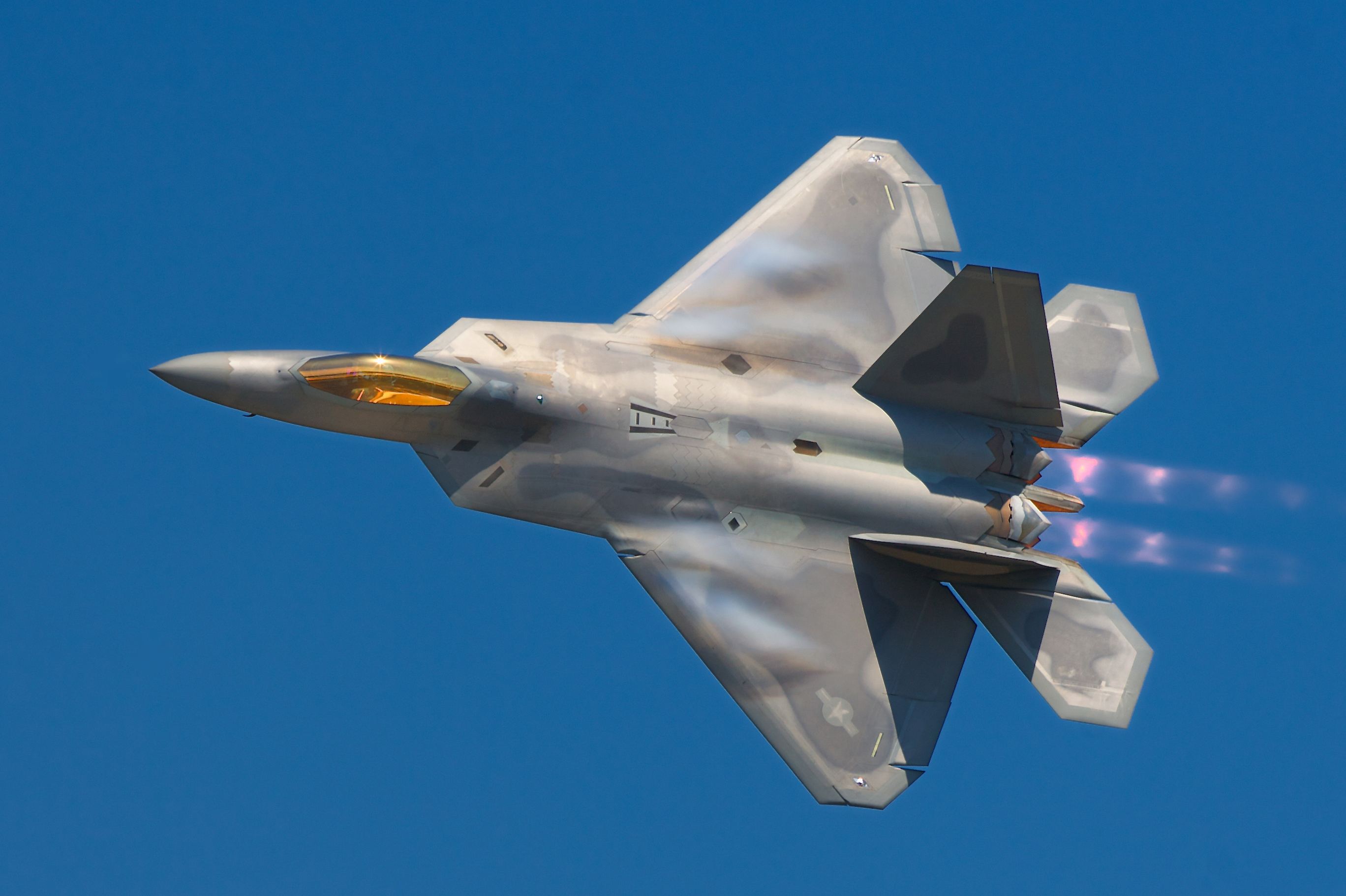
Một chiếc F-22 Raptor với những shock diamond phía sau.

Sóng xung kích kim cương hình thành khi ống xả siêu thanh từ vòi phun hơi mở rộng, có nghĩa là áp suất tĩnh của khí thoát ra khỏi vòi phun nhỏ hơn áp suất không khí xung quanh. Áp suất môi trường xung quanh cao hơn sẽ nén dòng chảy, do sự gia tăng áp suất dẫn đến dòng khí thải đoạn nhiệt, việc giảm vận tốc làm cho nhiệt độ tĩnh của nó tăng lên đáng kể. Khí thải thường được siêu mở rộng ở độ cao thấp, nơi có áp suất không khí cao hơn.
Khi dòng chảy ra khỏi vòi phun, áp suất không khí xung quanh sẽ nén dòng chảy. Lực nén bên ngoài là do sóng xung kích xiên nghiêng một góc so với dòng chảy. Luồng nén được mở rộng xen kẽ bởi các quạt mở rộng Prandtl-Meyer, và mỗi "viên kim cương" được hình thành bằng cách ghép một cú sốc xiên với một quạt mở rộng. Khi dòng bị nén trở nên song song với đường tâm, một sóng xung kích vuông góc với dòng chảy hình thành, được gọi là sóng xung kích kim cương hay đĩa Mach. Sóng xung kích kim cương đầu tiên nằm ở đây, không gian giữa nó và vòi phun được gọi là "vùng im lặng". Khoảng cách từ vòi phun đến sóng xung kích kim cương đầu tiên có thể được tính gần đúng bằng:{\displaystyle x=0.67D_{0}{\sqrt {\frac {P_{0}}{P_{1}}}},}Trong đó x là khoảng cách, D0 là đường kính vòi phun, P0 là áp suất dòng chảy và P1 là áp suất khí quyển.
Khi ống xả đi qua làn sóng xung kích thông thường, nhiệt độ của nó tăng lên, đốt cháy lượng nhiên liệu dư thừa và gây ra sự phát sáng khiến các sóng xung kích kim cương có thể nhìn thấy được. Các vùng được chiếu sáng sẽ xuất hiện dưới dạng đĩa hoặc kim cương, thứ đã đặt tên cho chúng.
Cuối cùng, dòng chảy giãn ra đủ để áp suất của nó lại thấp hơn môi trường xung quanh, tại thời điểm đó quạt giãn nở phản xạ từ sự gián đoạn tiếp xúc (mép ngoài của dòng chảy). Các sóng phản xạ, được gọi là quạt nén, làm cho dòng chảy bị nén. Nếu quạt nén đủ mạnh, một sóng xung kích xiên khác sẽ hình thành, tạo ra đĩa Mach thứ hai và sóng xung kích kim cương. Mô hình của đĩa và kim cương sẽ lặp lại vô thời hạn nếu khí lý tưởng và không có ma sát;  tuy nhiên, lực cắt hỗn loạn tại điểm tiếp xúc không liên tục làm cho dạng sóng tiêu tan theo khoảng cách.
Các mẫu kim cương có thể hình thành tương tự khi vòi phun bị giãn nở quá mức (áp suất thoát ra cao hơn môi trường xung quanh), trong điều kiện áp suất khí quyển thấp hơn ở độ cao lớn hơn. Trong trường hợp này, quạt giãn nở được hình thành đầu tiên, sau đó là chấn động xiên.

## Các Nguồn Hình Thành Khác

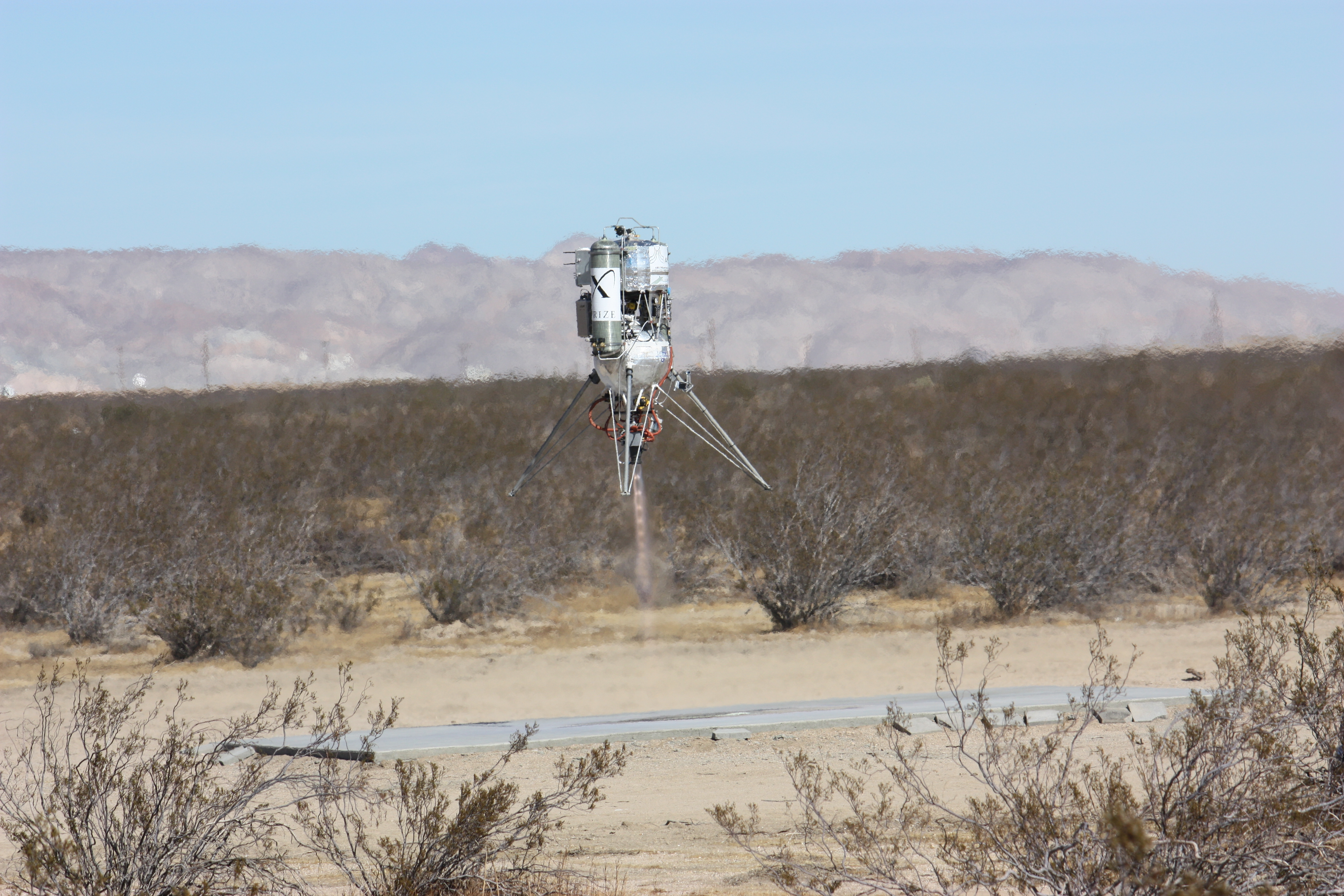
Sóng xung kích kim cương bên dưới tên lửa Xoie của Masten Space Systems trong cuộc hạ cánh giành chiến thắng trong cuộc thi Lunar Lander Challenge.

Sóng xung kích kim cương thường được kết hợp với động cơ phản lực và tên lửa, nhưng chúng có thể hình thành trong các hệ thống khác.

### Xả đáy đường ống dẫn khí đốt tự nhiên:
Những sóng xung kích kim cương có thể được nhìn thấy khi xả đáy đường ống dẫn khí vì khí ở áp suất cao và thoát ra khỏi van xả đáy với tốc độ cực lớn.

### Pháo binh:
Khi các mảnh pháo được bắn ra, khí thoát ra khỏi họng pháo với tốc độ siêu thanh và tạo ra một loạt sóng xung kích kim cương. Những đốm kim cương gây ra một chớp lửa đầu nòng có thể làm lộ vị trí của các ụ súng cho kẻ thù. Người ta nhận thấy rằng khi tỷ số giữa áp suất dòng chảy và áp suất khí quyển gần nhau, các sóng xung kích kim cương đã giảm thiểu đáng kể. Việc bổ sung một bộ giảm giật vào đầu nòng pháo giúp cân bằng áp suất và ngăn sự hình thành sóng xung kích kim cương. :41

### Dòng phản lực vô tuyến:
Một số phản lực vô tuyến, tia plasma mạnh phóng ra từ các chuẩn tinh và thiên hà vô tuyến, được quan sát thấy có các nút cách đều nhau do phát xạ vô tuyến tăng cường. :68 Các máy bay phản lực di chuyển với tốc độ siêu thanh xuyên qua một "bầu khí quyển" mỏng của khí trong không gian,:51 nên có giả thuyết rằng những nút thắt này là chính là sóng xung kích kim cương. 